# كلنكاوات
الكلنكاوات (الاسم العلمي: Kalanchoideae) هي أسرة من النباتات تتبع الفصيلة الكرسولية من رتبة كاسرات الحجر.

## أجناس
تضم هذه الأسرة النباتية قبيلة وحيدة هي السراوية والتي تضم عدد من الأجناس منها:
- الكلنكوة
- السرة